# Conferència Episcopal Italiana
La Conferència Episcopal Italiana (italià: Conferenza Episcopale Italiana), (CEI) és l'assemblea permanent dels bisbes italians. Des del 2007 està presidida pel cardenal Angelo Bagnasco, arquebisbe metropolità de Gènova.
La CEI va néixer a Florència el 8 de gener de 1952, sota la forma de l'assemblea dels presidents de les conferències episcopals de les regions conciliars italianes. A diferència de les conferències episcopals d'altres països, la italiana és l'única en què el president no és elegit entre els seus membres, sinó que és nomenat personalment pel Papa en qualitat de Primat d'Itàlia.
És un organisme que adquireix un relleu particular en les relacions entre l'Estat italià i l'Església Catòlica, o en les relacions entre els bisbes catòlics italians i els politics membres de les institucions italianes.
La CEI opera com una persona jurídica ("pública"), amb seu a Roma, i els seus membres de dret són els arquebisbes i els bisbes de qualsevol ritus de les diòcesis catòliques o de les altres esglésies catòliques particulars establertes a Itàlia, els bisbes coadjutors i auxiliars que han rebut un mandat de la Santa Seu o de la mateixa CEI a nivell nacional.
La CEI es divideix en les conferències episcopals regionals que depenen de la nacional, i formen part del Consell Europeu de les Conferències Episcopals.
Les seves funcions específiques són:
- estudiar els problemes que afecten la vida de l'Església catòlica a Itàlia
- donar orientació en el cap doctrinal i pastoral
- mantenir les relacions amb les autoritats públiques de l'Estat Italià.

Pel que fa al tercer punt és interessant assenyalar que el concordat entre Itàlia i la Santa Seu ha confiat a la CEU la gestió directa dels termes de l'acord; car l'aplicació de moltes normes es posposa als acords successius entre les parts, i s'espera que les relacions s'estableixin entre les autoritats governamentals i la Conferència Episcopal i, no com abans, directament amb la Santa Seu, confirmant així la importància d'aquest organisme del govern eclesiàstic.
La CEI gestiona el vuit per mil pagat pels italians i destinat a l'Església catòlica italiana.
Al món només hi ha dos països més on els bisbes no escullen el seu propi president. Un és Bèlgica, on l'arquebisbe de Malines-Brussel·les pren el càrrec d'ofici, i l'altre és la conferència dels bisbes llatins als països àrabs, presidida ex officio pel Patriarca llatí de Jerusalem.
La seva jurisdicció s'estén sobre Itàlia, San Marino i la Ciutat del Vaticà.

## Presidents

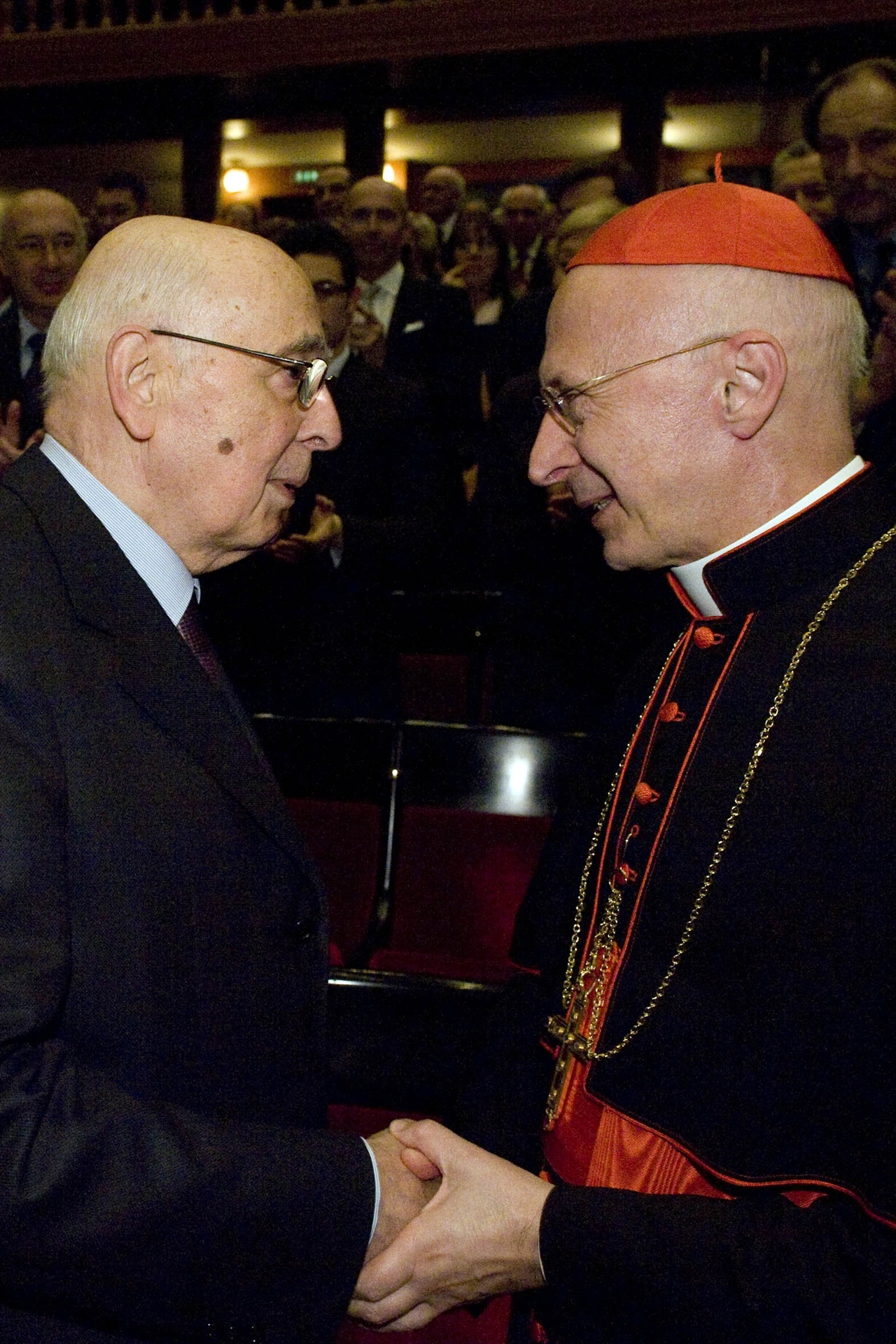
L'actual President de la Conferència Episcopal Italiana, cardenal Angelo Bagnasco, amb el President de la República, Giorgio Napolitano.

- Alfredo Ildefonso Schuster, arquebisbe de Milà (1952 - 1953)
- Adeodato Giovanni Piazza, secretari de la Sacra congregació concistorial (1953 - 1954)
- Maurilio Fossati, arquebisbe de Torí (1954 - 1958)
- Giuseppe Siri, arquebisbe de Gènova (1959 - 1965)
- Giovanni Colombo, arquebisbe de Milà, Ermenegildo Florit, arquebisbe de Florència, Giovanni Urbani, patriarca de Venècia (1965 - 1966) (temporalment va haver uma presidència col·lectiva)
- Giovanni Urbani, patriarca de Venècia (1966 - 1969)
- Antonio Poma, arquebisbe de Bolonya (1969 - 1979)
- Anastasio Alberto Ballestrero, arquebisbe de Torí (18 de maig de 1979 - 3 de juliol de 1985)
- Ugo Poletti, vicari general de Sa Santedat per la diòcesi de Roma (1985 - 1991)
- Camillo Ruini, vicari general de Sa Santedat per la diòcesi de Roma (març de 1991 - 7 de març de 2007)
- Angelo Bagnasco, arquebisbe de Genova, des del 7 de març de 2007

## Secretaris generals
- Giovanni Urbani (1952 - 1953)
- Alberto Castelli (1954 - 1966)
- Andrea Pangrazio (1966 - 1972)
- Enrico Bartoletti (4 de setembre de 1972 - 5 de març de 1976)
- Luigi Maverna (19 de març de 1976 - 25 de març de 1982)
- Egidio Caporello (24 de juliol de 1982 - 28 de juny de 1986)
- Camillo Ruini (28 de juny de 1986 - 17 de gener de 1991)
- Dionigi Tettamanzi (14 de març de 1991 - 20 d'abril de 1995)
- Ennio Antonelli (26 de maig de 1995 - 5 d'abril de 2001)
- Giuseppe Betori (5 d'abril de 2001 - 20 d'octubre de 2008)
- Mariano Crociata (20 d'octubre de 2008 - 19 de novembre de 2013)
  - Nunzio Galantino (28 de desembre de 2013 - 25 de març de 2014) (ad interim)
- Nunzio Galantino, des del 25 de març de 2014

## Oficines i serveis pastorals
- Oficina Catequística Nacional
- Oficina Litúrgica Nacional
- Oficina Nacional per la pastoral de la sanitat
- Oficina Nacional per la pastoral de la família
- Oficina Nacional per la cooperació missionera de l'Església
- Oficina Nacional per l'educació, l'escola i la universitat
- Oficina Nacional pels problemes socials i laborals
- Oficina Nacional per les Comunicacions Socials
- Oficina Nacional pels béns culturals eclesiàstics
- Oficina Nacional per la pastoral del temps lliure, turisme i esport
- Oficina Nacional pels problemes jurídics
- Servei Nacional per la pastoral juvenil
- Servei Nacional pels projectes culturals
- Serveis per les intervencions caritatives a favor dels països del Tercer Món
- Servei informàtic
- Servei per la promoció del sosteniment econòmic de l'Església Catòlica
- Servei Nacional per la Construcció del Culte
- Servei Nacional per a l'ensenyament de la religió catòlica
- Observatori jurídic-legislatiu
- Economat i administració